# Бернгард Варен
Бернгард Варен (Бернгардус Варениус, нім. Bernhard Varen, лат. Bernhardus Varenius; Хітцаккер на Ельбі, 1622 — Лейден, 1650 / 1651) — доктор медицини, голландський  географ німецького походження. Виділив географію з системи європейських знань в окрему науку, визначивши в загальному вигляді її мету, завдання, методи досліджень і область застосування. На думку ряду географів — основоположник сучасної географії як наукової дисципліни.

## Основні праці

Бернгард Варен «Опис Японії» (Descriptio Regni Japoniae). (1649)

- 1649 — «Опис Японії» ( Descriptio Regni Japoniae ). Робота включала в себе перекладення більш ранніх творів, присвячених не тільки Японії, скільки  Південно-Східної Азії, що стосуються більшою мірою не географії, а культури і релігії. Цей трактат, проте, іноді розглядають в якості роботи по регіональній географії на основі наявних письмових джерел і оповідань місіонерів і купців.
- 1650 — «Загальна географія» ( Geographia Generalis ). Книга являє собою загальний науковий систематизований опис земної кулі, складений на основі наявних на той момент даних. Особливу увагу Варен приділяв так званій «математичній географії»: розрахунку відстаней на земній поверхні, побудови карт, визначенню координат для мети навігації тощо.

За деякими відомостями автор «Загальної географії» жив у крайній бідності, помер в Лейдені у віці близько 30 років у 1650/1651 від туберкульозу — вельми поширеної в той час хвороби. Також можливо, що сили Варена були надірвані в результаті кропіткої роботи над науковим трактатом, що увібрали в себе колосальну кількість фактичних відомостей, які вимагали перевірки і систематизації. Починаючи з першого видання «Загальна географія» стала класичною працею з географії і в значній мірі вплинула на внутрішню структуру і методологію географії як науки. Уже сучасники визнавали високу значимість трактату і віддавали належне таланту автора. Пізніше географи підтвердили цю думку.
«Загальна географія» Варена була видана Ельзевір тричі: в 1650, 1664 і 1671 рр.
Книга довгий час була в Європі однією з найважливіших робіт з фізичної географії та протягом XVIII століття була перекладена низкою європейських мов.